# Manchester City Football Club 1995-1996
Questa voce raccoglie le informazioni riguardanti il Manchester City Football Club nelle competizioni ufficiali della stagione 1995-1996.

## Stagione
Nella stagione 1995-1996 il Manchester City ha partecipato alla FA Premier League, primo livello del campionato inglese. Giunse a pari punti (38) con Southampton e Coventry City, ma per differenza reti si classificò 18° e quindi, retrocesse nel campionato di secondo livello, la First Division. Nella FA Cup e nella Football League Cup venne eliminato rispettivamente al 5º e 3º turno.

## Maglie e sponsor
Lo sponsor tecnico fu Umbro, il main sponsor fu invece Brother
| Manica sinistra · Manica sinistra · Maglietta · Maglietta · Manica destra · Manica destra · Pantaloncini · Pantaloncini · Calzettoni · Calzettoni |
| Casa |

| Manica sinistra · Manica sinistra · Maglietta · Maglietta · Manica destra · Manica destra · Pantaloncini · Pantaloncini · Calzettoni · Calzettoni |
| Trasferta |

## Rosa
Rosa della prima squadra
| N. |                             | Ruolo | Calciatore          |
| -- | --------------------------- | ----- | ------------------- |
| 2  | Inghilterra (bandiera)      | D     | Richard Edghill     |
| 3  | Germania (bandiera)         | D     | Michael Frontzeck   |
| 4  | Irlanda del Nord (bandiera) | C     | Steve Lomas         |
| 5  | Inghilterra (bandiera)      | D     | Keith Curle         |
| 6  | Svizzera (bandiera)         | D     | Giuseppe Mazzarelli |
| 7  | Georgia (bandiera)          | C     | Georgi Kinkladze    |
| 8  | Scozia (bandiera)           | A     | Gerry Creaney       |
| 9  | Irlanda (bandiera)          | A     | Niall Quinn         |
| 11 | Inghilterra (bandiera)      | C     | Peter Beagrie       |
| 12 | Inghilterra (bandiera)      | D     | Ian Brightwell      |
| 13 | Galles (bandiera)           | P     | Martyn Margetson    |
| 14 | Galles (bandiera)           | D     | Kit Symons          |
| 15 | Irlanda (bandiera)          | D     | Alan Kernaghan      |
| 16 | Inghilterra (bandiera)      | C     | Nicky Summerbee     |
| 17 | Inghilterra (bandiera)      | C     | Michael Brown       |

| N. |                        | Ruolo | Calciatore           |  |
| -- | ---------------------- | ----- | -------------------- |  |
| 18 | Inghilterra (bandiera) | A     | Nigel Clough         |  |
| 19 | Inghilterra (bandiera) | C     | Martin Phillips      |  |
| 20 | Inghilterra (bandiera) | D     | Lee Crooks           |  |
| 21 | Germania (bandiera)    | P     | Eike Immel           |  |
| 23 | Scozia (bandiera)      | C     | David Kerr           |  |
| 24 | Inghilterra (bandiera) | D     | Scott Hiley          |  |
| 25 | Galles (bandiera)      | P     | Andy Dibble          |  |
| 26 | Inghilterra (bandiera) | C     | Scott Thomas         |  |
| 27 | Inghilterra (bandiera) | D     | Rae Ingram           |  |
| 28 | Germania (bandiera)    | A     | Uwe Rösler           |  |
| 29 | Inghilterra (bandiera) | D     | John Foster          |  |
| 30 | Inghilterra (bandiera) | D     | Chris Beech          |  |
| 31 | Galles (bandiera)      | C     | Aled Rowlands        |  |
| 32 | Georgia (bandiera)     | A     | Mikhail Kavelashvili |  |

## Risultati

### FA Premier League
| Arbitro: | Poll |

|            |           |                |
| Rösler 51’ | Marcatori | 33’ Sheringham |

| Arbitro: | Alcock |

|                       |           |            |
| Telfer 12’ Dublin 86’ | Marcatori | 82’ Rösler |

| Arbitro: | Danson |

|            |           |  |
| Barker 31’ | Marcatori |  |

| Arbitro: | Lodge |

|  |           |                            |
|  | Marcatori | 58’ Parkinson 76’ Amokachi |

| Arbitro: | Gallagher |

|  |           |            |
|  | Marcatori | 90’ Wright |

| Arbitro: | Winter |

|                                  |           |             |
| Beardsley 17’ Ferdinand 38’, 59’ | Marcatori | 81’ Creaney |

| Arbitro: | Willard (Worthing) |

|  |           |            |
|  | Marcatori | 16’ Barmby |

| Arbitro: | Reed (Birmingham) |

|                        |           |  |
| Lee 10’, 46’ Stone 82’ | Marcatori |  |

| Arbitro: | Dilkes |

|            |           |  |
| Scholes 4’ | Marcatori |  |

| Manchester 21 ottobre 1995, ore BST 10ª giornata | Manchester City | 0 – 0 referto | Leeds United | Maine Road (26.390 spett.)\| Arbitro: \| Bodenham (Looe) \| |
| Arbitro:                                         | Bodenham (Looe) |               |              |                                                             |

| Arbitro: | Wilkie |

|                                                      |           |  |
| Rush 3’, 64’ Redknapp 5’ Fowler 47’, 60’ Ruddock 53’ | Marcatori |  |

| Arbitro: | Hart |

|               |           |  |
| Summerbee 11’ | Marcatori |  |

| Arbitro: | Poll |

|           |           |           |
| Hirst 14’ | Marcatori | 55’ Lomas |

| Arbitro: | Durkin |

|           |           |  |
| Quinn 89’ | Marcatori |  |

| Arbitro: | Ashby |

|               |           |  |
| Kinkladze 85’ | Marcatori |  |

| Arbitro: | Alcock |

|  |           |             |
|  | Marcatori | 60’ Creaney |

| Arbitro: | Lodge |

|                                       |           |               |
| Barmby 33’, 55’ Stamp 54’ Juninho 75’ | Marcatori | 16’ Kinkladze |

| Arbitro: | Burge |

|            |           |              |
| Rösler 17’ | Marcatori | 70’ Campbell |

| Arbitro: | Willard (Worthing) |

|  |           |             |
|  | Marcatori | 76’ Peacock |

| Arbitro: | Cooper |

|                       |           |  |
| Shearer 11’ Batty 50’ | Marcatori |  |

| Arbitro: | Dunn |

|                |           |            |
| Shipperley 65’ | Marcatori | 84’ Rösler |

| Arbitro: | Reed |

|                |           |           |
| Quinn 21’, 78’ | Marcatori | 75’ Dowie |

| Arbitro: | Gallagher |

|               |           |  |
| Armstrong 65’ | Marcatori |  |

| Arbitro: | Hart |

|            |           |            |
| Rösler 55’ | Marcatori | 66’ Dublin |

| Arbitro: | Poll |

|                       |           |  |
| Clough 25’ Symons 50’ | Marcatori |  |

| Arbitro: | Alcock |

|                               |           |  |
| Parkinson 32’ Hinchcliffe 47’ | Marcatori |  |

| Arbitro: | Jones |

|                            |           |             |
| Hartson 29’, 55’ Dixon 41’ | Marcatori | 54’ Creaney |

| Arbitro: | Bodenham (Looe) |

|                           |           |                              |
| Quinn 16’, 62’ Rösler 77’ | Marcatori | 45’, 81’ Albert 71’ Asprilla |

| Arbitro: | Danson |

|           |           |             |
| Lomas 84’ | Marcatori | 57’ Shearer |

| Arbitro: | Durkin |

|            |           |            |
| Gullit 23’ | Marcatori | 42’ Clough |

| Arbitro: | Winter |

|                    |           |             |
| Kinkladze 32’, 37’ | Marcatori | 64’ Tisdale |

| Arbitro: | Cooper |

|                                   |           |                |
| Dowie 21’, 54’ Dicks 83’ Dani 84’ | Marcatori | 75’, 90’ Quinn |

| Arbitro: | Dilkes |

|              |           |          |
| McGinlay 74’ | Marcatori | 2’ Quinn |

| Arbitro: | Reed |

|                             |           |                               |
| Kavelashvili 39’ Rösler 71’ | Marcatori | 6’ Cantona 40’ Cole 77’ Giggs |

| Arbitro: | Poll |

|                          |           |  |
| Earle 40’, 47’ Ekoku 82’ | Marcatori |  |

| Arbitro: | Hart |

|            |           |  |
| Rösler 65’ | Marcatori |  |

| Arbitro: | Elleray (Harrow on the Hill) |

|  |           |           |
|  | Marcatori | 70’ Lomas |

| Arbitro: | Lodge |

|                              |           |                          |
| Rösler 71’ (rig.) Symons 78’ | Marcatori | 6’ (aut.) Lomas 41’ Rush |